# Rhythm of the Pride Lands
«Rhythm of the Pride Lands» — музыкальный альбом, выпущенный 28 февраля 1995. Он состоит из песен, вдохновлённых мультфильмом «Король Лев». Большинство песен были написаны Лебо М., Джеем Рифкином и Хансом Циммером под сильным влиянием оригинальной африканской музыки мультфильма. Большинство песен исполнялись частично или полностью на разных африканских языках.
| Оценки критиков | Оценки критиков |
| Источник        | Оценка          |
| --------------- | --------------- |
| AllMusic        | [ 4 ]           |

## Релиз
За первые две недели после релиза Rhythm of the Pride Lands занял 23 место в Billboard 200. К апрелю 1997 года альбом разошелся тиражом более 900 000 экземпляров, а к октябрю 1998 года он получил платиновый статус.

## Список композиций
| №                   | Название                   | Автор(ы)                                                                           | Исполнитель(и)            | Длительность |
| ------------------- | -------------------------- | ---------------------------------------------------------------------------------- | ------------------------- | ------------ |
| 1.                  | «He Lives in You»          | Лебо М., Марк Манчина и Джей Рифкин                                                | Лебо М., Хор              | 4:51         |
| 2.                  | «Hakuna Matata»            | Элтон Джон и Тим Райс                                                              | Джимми Клифф и Лебо М.    | 4:24         |
| 3.                  | «The Lion Sleeps Tonight»  | George David Weiss, Luigi Creatore, Hugo Peretti, Albert Stanton and Solomon Linda | Лебо М.                   | 3:33         |
| 4.                  | «Kube»                     | Каифус Семеня и Лебо М.                                                            | Лебо М.                   | 3:46         |
| 5.                  | «Lea Halalela (Holy Land)» | Hans Zimmer and Lebo M                                                             | Khululiwe Sithole, Хор    | 6:02         |
| 6.                  | «It's Time»                | Джей Рифкин, Джон Ван Тонгерен, и Лебо М.                                          | Лебо М.                   | 4:26         |
| 7.                  | «One by One»               | Лебо М.                                                                            | Лебо М., Хор              | 3:10         |
| 8.                  | «Warthog Rhapsody»         | Элтон Джон и Тим Райс                                                              | Натан Лейн и Эрни Сабелла | 3:06         |
| 9.                  | «Lala»                     | Ханс Циммер, Джей Рифкин, Лебо М.                                                  | Лебо М.                   | 4:34         |
| 10.                 | «Busa»                     | Ханс Циммер, Джей Рифкин, Лебо М.                                                  | Лебо М., Джей Рифкин, Хор | 4:04         |
| 11.                 | «Noyana»                   |                                                                                    | Лебо М., Хор              | 5:13         |
| Общая длительность: | Общая длительность:        | Общая длительность:                                                                | Общая длительность:       | 47:13        |